# Bothalaan 7 (Baarn)
Bothalaan 7 is een gemeentelijk monument aan de Bothalaan in de wijk Transvaalbuurt in Baarn in de provincie Utrecht. 
De villa is gebouwd in 1908 en staat op de hoek van de Nassaulaan. De zijde aan de Nassaulaan bestaat uit twee woonlagen, de zijde aan de Bothalaan met de ingang daarin heeft een woonlaag. Boven de dubbele voordeur is de naam van de villa te lezen: Rusticana. Decennialang is de villa bewoond geweest door Aad van Hall en zijn gezin; Aad was de zoon van Walraven van Hall, de 'Bankier van het Verzet'.
Opvallend is dat alle huizen aan de oneven kant van de Bothalaan gemeentelijke monumenten zijn.